# 20101225 〜Last Night Show〜
『20101225 〜Last Night Show〜』（20101225 ラスト・ナイト・ショー）は、日本の歌手、松下優也の1枚目のライブDVD。発売元はERJ。

## 内容
- 2010年12月5日に新木場STUDIO COASTで行われたライブ「20101225 〜Last Night Show〜」の模様を収録。

## 収録曲
1. Trust Me
2. YOU
3. Close to you
4. I'm Sexy
5. Mr."Broken Heart"
6. その時までのサヨナラ
7. foolish foolish
8. Bird
9. LAST SNOW
10. L.o.L
11. Agitation
12. foolish foolish (REMIX) ［English Version］
13. 4 Seasons
14. Paradise
  - ライブ時は未音源化であったが、2011年2月2日に発売されたシングル『Paradise』に収録
15. Secret Love
  - 上に同じく『Paradise』に収録
16. 君の声
  - 上に同じく『Paradise』に収録
17. Honesty